# Santiago Arias
Santiago Arias Naranjo (Medellín, 13 gennaio 1992) è un calciatore colombiano, difensore del Bahia e della nazionale colombiana.

## Caratteristiche tecniche
Terzino molto abile negli inserimenti, dotato di grande velocità e buona tecnica di base.

## Carriera

### Club

#### L'esordio al La Equidad e il passaggio allo Sporting Lisbona
La sua carriera da calciatore professionista inizia nel 2009 quando viene acquistato dal La Equidad per militare nel campionato colombiano di calcio. Dopo aver trascorso due stagioni con i biancoverdi, avendo all'attivo trentacinque presenze ed una sola rete, viene acquistato nel 2011 dallo Sporting Lisbona, in Portogallo. Debutta con i Leões il 5 dicembre 2011 nel match di coppa nazionale contro il Belenenses, conclusosi con il risultato di 2 a 0 in favore dei biancoverdi.

#### Il passaggio al PSV Eindhoven
Il 13 luglio 2013 il PSV comunica di aver ingaggiato dallo Sporting, insieme a Stijn Schaars il giocatore, che ha firmato un contratto quadriennale.
Il 1º novembre 2016 realizza la sua prima rete in Champions League, durante una partita della fase a gironi giocata contro il Bayern Monaco.

#### Atlético Madrid
Il 31 luglio 2018 si trasferisce all'Atlético Madrid per 11 milioni di €. Esordisce coi Colchoneros il 1º settembre 2018 in occasione della partita di campionato persa contro il Celta Vigo per 2-0. Realizza il primo gol con i Rojiblancos il 19 gennaio 2019 in occasione della vittoriosa trasferta di Liga con l'Huesca, fissando il momentaneo 2-0.

#### Prestiti a Bayer Leverkusen e Granada
Il 24 settembre 2020 viene ceduto in prestito con diritto di riscatto al Bayer Leverkusen. Tuttavia disputa soltanto una partita a causa di un infortunio alla tibia subito in nazionale il 9 ottobre contro il Venezuela.
Il 30 agosto 2021 viene ceduto in prestito al Granada.
Il 1º agosto 2022 dopo essere rientrato alla squadra risolve il contratto.
L'approdo in MLS con il Cincinnati
Il 9 febbraio 2023, dopo 7 mesi senza contratto, firmerà per il Cincinnati, club della Major League Soccer statunitense.

### Nazionale
Nel 2011 viene convocato nell'Under-20 per prendere parte al campionato mondiale di calcio di categoria.
Ha debuttato con la Colombia il 15 ottobre 2013 giocando da titolare nella partita valida alla qualificazione al mondiale 2014 contro il Paraguay.
Viene convocato per la Copa América Centenario negli Stati Uniti. Viene convocato per il campionato del mondo 2018 in Russia.

## Statistiche

### Presenze e reti nei club
Statistiche aggiornate al 16 luglio 2020.
| Stagione                | Squadra                 | Campionato              | Campionato | Campionato | Coppe nazionali | Coppe nazionali | Coppe nazionali | Coppe continentali | Coppe continentali | Coppe continentali | Altre coppe | Altre coppe | Altre coppe | Totale | Totale |
| Stagione                | Squadra                 | Comp                    | Pres       | Reti       | Comp            | Pres            | Reti            | Comp               | Pres               | Reti               | Comp        | Pres        | Reti        | Pres   | Reti   |
| ----------------------- | ----------------------- | ----------------------- | ---------- | ---------- | --------------- | --------------- | --------------- | ------------------ | ------------------ | ------------------ | ----------- | ----------- | ----------- | ------ | ------ |
| 2009                    | La Equidad              | PD                      | 14         | 0          | CC              | 0               | 0               | -                  | -                  | -                  | -           | -           | -           | 14     | 0      |
| 2010                    | La Equidad              | PD                      | 7          | 0          | CC              | 0               | 0               | -                  | -                  | -                  | -           | -           | -           | 7      | 0      |
| 2011                    | La Equidad              | PD                      | 7          | 0          | CC              | 0               | 0               | -                  | -                  | -                  | -           | -           | -           | 7      | 0      |
| Totale La Equidad       | Totale La Equidad       | Totale La Equidad       | 28         | 0          |                 | -               | -               |                    | -                  | -                  |             | -           | -           | 28     | 0      |
| 2011-2012               | Sporting Lisbona        | PL                      | 6          | 0          | CP+CdL          | 2+0             | 0               | UEL                | 0                  | 0                  | -           | -           | -           | 8      | 0      |
| ott.2012-2013           | Sporting Lisbona        | PL                      | 1          | 0          | CP+CdL          | 1+0             | 0               | UEL                | 0                  | 0                  |             | -           | -           | 2      | 0      |
| Totale Sporting Lisbona | Totale Sporting Lisbona | Totale Sporting Lisbona | 7          | 0          |                 | 3               | 0               |                    | -                  | -                  |             | -           | -           | 10     | 0      |
| 2012-2013               | Sporting CP B           | SL                      | 28         | 1          | CP+CdL          | 0+0             | 0               | -                  | -                  | -                  | -           | -           | -           | 28     | 1      |
| set.2013                | Jong PSV                | ED                      | 2          | 0          | -               | -               | -               | -                  | -                  | -                  | -           | -           | -           | 2      | 0      |
| 2013-2014               | PSV                     | ED                      | 25         | 1          | CO              | 1               | 0               | UCL+UEL            | 0+6                | 0                  | -           | -           | -           | 32     | 1      |
| 2014-2015               | PSV                     | ED                      | 21         | 1          | CO              | 3               | 0               | UEL                | 5                  | 0                  | -           | -           | -           | 29     | 1      |
| 2015-2016               | PSV                     | ED                      | 32         | 3          | CO              | 3               | 0               | UCL                | 6                  | 0                  | SO          | 1           | 0           | 42     | 3      |
| 2016-2017               | PSV                     | ED                      | 28         | 1          | CO              | 2               | 0               | UCL                | 4                  | 1                  | SO          | 0           | 0           | 34     | 2      |
| 2017-2018               | PSV                     | ED                      | 30         | 3          | CO              | 3               | 0               | UEL                | 2                  | 0                  | -           | -           | -           | 35     | 3      |
| Totale PSV Eindhoven    | Totale PSV Eindhoven    | Totale PSV Eindhoven    | 136        | 9          |                 | 12              | 0               |                    | 23                 | 1                  |             | 1           | 0           | 172    | 10     |
| 2018-2019               | Atlético Madrid         | PD                      | 25         | 1          | CR              | 4               | 0               | UCL                | 4                  | 0                  | SU          | 0           | 0           | 33     | 1      |
| 2019-2020               | Atlético Madrid         | PD                      | 14         | 0          | CR              | 1               | 0               | UCL                | 2                  | 0                  | SS          | 1           | 0           | 18     | 0      |
| Totale Atletico Madrid  | Totale Atletico Madrid  | Totale Atletico Madrid  | 39         | 1          |                 | 5               | 0               |                    | 6                  | 0                  |             | 1           | 0           | 51     | 1      |
| 2020-2021               | Bayer Leverkusen        | BL                      | 1          | 0          | CG              | 0               | 0               | UEL                | 0                  | 0                  | -           | -           | -           | 1      | 0      |
| 2021-2022               | Granada                 | PD                      | 12         | 1          | CR              | 2               | 0               | -                  | -                  | -                  | -           | -           | -           | 14     | 1      |
| 2023                    | FC Cincinnati           | MLS                     | 19         | 2          | USOC            | 3               | 1               | -                  | -                  | -                  | -           | -           | -           | 22     | 3      |
| Totale carriera         | Totale carriera         | Totale carriera         | 272        | 14         |                 | 25              | 1               |                    | 29                 | 1                  |             | 2           | 0           | 328    | 16     |

### Cronologia presenze e reti in nazionale
| Cronologia completa delle presenze e delle reti in nazionale ― Colombia | Cronologia completa delle presenze e delle reti in nazionale ― Colombia | Cronologia completa delle presenze e delle reti in nazionale ― Colombia | Cronologia completa delle presenze e delle reti in nazionale ― Colombia | Cronologia completa delle presenze e delle reti in nazionale ― Colombia | Cronologia completa delle presenze e delle reti in nazionale ― Colombia | Cronologia completa delle presenze e delle reti in nazionale ― Colombia | Cronologia completa delle presenze e delle reti in nazionale ― Colombia |
| Data                                                                    | Città                                                                   | In casa                                                                 | Risultato                                                               | Ospiti                                                                  | Competizione                                                            | Reti                                                                    | Note                                                                    |
| ----------------------------------------------------------------------- | ----------------------------------------------------------------------- | ----------------------------------------------------------------------- | ----------------------------------------------------------------------- | ----------------------------------------------------------------------- | ----------------------------------------------------------------------- | ----------------------------------------------------------------------- | ----------------------------------------------------------------------- |
| 15-10-2013                                                              | Asunción                                                                | Paraguay                                                                | 1 – 2                                                                   | Colombia                                                                | Qual. Mondiali 2014                                                     | -                                                                       |                                                                         |
| 14-11-2013                                                              | Bruxelles                                                               | Belgio                                                                  | 0 – 2                                                                   | Colombia                                                                | Amichevole                                                              | -                                                                       | 79’                                                                     |
| 19-11-2013                                                              | Amsterdam                                                               | Paesi Bassi                                                             | 0 – 0                                                                   | Colombia                                                                | Amichevole                                                              | -                                                                       | 39’                                                                     |
| 5-3-2014                                                                | Cornellà de Llobregat                                                   | Colombia                                                                | 1 – 1                                                                   | Tunisia                                                                 | Amichevole                                                              | -                                                                       |                                                                         |
| 31-5-2014                                                               | Buenos Aires                                                            | Colombia                                                                | 2 – 2                                                                   | Senegal                                                                 | Amichevole                                                              | -                                                                       | 46’                                                                     |
| 6-6-2014                                                                | Buenos Aires                                                            | Colombia                                                                | 3 – 0                                                                   | Giordania                                                               | Amichevole                                                              | -                                                                       | 63’                                                                     |
| 14-6-2014                                                               | Belo Horizonte                                                          | Colombia                                                                | 3 – 0                                                                   | Grecia                                                                  | Mondiali 2014 - 1º turno                                                | -                                                                       | 74’                                                                     |
| 19-6-2014                                                               | Brasilia                                                                | Colombia                                                                | 2 – 1                                                                   | Costa d'Avorio                                                          | Mondiali 2014 - 1º turno                                                | -                                                                       | 72’                                                                     |
| 24-6-2014                                                               | Cuiabá                                                                  | Giappone                                                                | 1 – 4                                                                   | Colombia                                                                | Mondiali 2014 - 1º turno                                                | -                                                                       |                                                                         |
| 5-9-2014                                                                | Miami Gardens                                                           | Brasile                                                                 | 1 – 0                                                                   | Colombia                                                                | Amichevole                                                              | -                                                                       | 46’                                                                     |
| 10-10-2014                                                              | Harrison                                                                | Colombia                                                                | 3 – 0                                                                   | El Salvador                                                             | Amichevole                                                              | -                                                                       |                                                                         |
| 14-10-2014                                                              | Harrison                                                                | Canada                                                                  | 0 – 1                                                                   | Colombia                                                                | Amichevole                                                              | -                                                                       |                                                                         |
| 14-11-2014                                                              | Londra                                                                  | Stati Uniti                                                             | 1 – 2                                                                   | Colombia                                                                | Amichevole                                                              | -                                                                       | 77’                                                                     |
| 18-11-2014                                                              | Lubiana                                                                 | Slovenia                                                                | 0 – 1                                                                   | Colombia                                                                | Amichevole                                                              | -                                                                       | 64’                                                                     |
| 21-6-2015                                                               | Temuco                                                                  | Colombia                                                                | 0 – 0                                                                   | Perù                                                                    | Coppa America 2015 - 1º turno                                           | -                                                                       |                                                                         |
| 26-6-2015                                                               | Viña del Mar                                                            | Argentina                                                               | 0 – 0 (5 – 4 dtr)                                                       | Colombia                                                                | Coppa America 2015 - Quarti di finale                                   | -                                                                       | 37’                                                                     |
| 8-9-2015                                                                | Harrison                                                                | Colombia                                                                | 1 – 1                                                                   | Perù                                                                    | Amichevole                                                              | -                                                                       | 61’                                                                     |
| 8-10-2015                                                               | Barranquilla                                                            | Colombia                                                                | 2 – 0                                                                   | Perù                                                                    | Qual. Mondiali 2018                                                     | -                                                                       |                                                                         |
| 13-10-2015                                                              | Montevideo                                                              | Uruguay                                                                 | 3 – 0                                                                   | Colombia                                                                | Qual. Mondiali 2018                                                     | -                                                                       | 67’ 72’                                                                 |
| 12-11-2015                                                              | Santiago del Cile                                                       | Cile                                                                    | 1 – 1                                                                   | Colombia                                                                | Qual. Mondiali 2018                                                     | -                                                                       | 90+1’                                                                   |
| 29-3-2016                                                               | Barranquilla                                                            | Colombia                                                                | 3 – 1                                                                   | Ecuador                                                                 | Qual. Mondiali 2018                                                     | -                                                                       |                                                                         |
| 29-5-2016                                                               | Miami                                                                   | Colombia                                                                | 3 – 1                                                                   | Haiti                                                                   | Amichevole                                                              | -                                                                       |                                                                         |
| 3-6-2016                                                                | Santa Clara                                                             | Stati Uniti                                                             | 0 – 2                                                                   | Colombia                                                                | Coppa America Centenario - 1º turno                                     | -                                                                       |                                                                         |
| 7-6-2016                                                                | Pasadena                                                                | Colombia                                                                | 2 – 1                                                                   | Paraguay                                                                | Coppa America Centenario - 1º turno                                     | -                                                                       |                                                                         |
| 17-6-2016                                                               | East Rutherford                                                         | Perù                                                                    | 0 – 0 (2 – 4 dtr)                                                       | Colombia                                                                | Coppa America Centenario - Quarti di finale                             | -                                                                       |                                                                         |
| 22-6-2016                                                               | Chicago                                                                 | Colombia                                                                | 0 – 2                                                                   | Cile                                                                    | Coppa America Centenario - Semifinale                                   | -                                                                       |                                                                         |
| 25-6-2016                                                               | Glendale                                                                | Stati Uniti                                                             | 0 – 1                                                                   | Colombia                                                                | Coppa America Centenario - Finale 3º posto                              | -                                                                       | 90+3’, 90+4’                                                            |
| 6-10-2016                                                               | Asunción                                                                | Paraguay                                                                | 0 – 1                                                                   | Colombia                                                                | Qual. Mondiali 2018                                                     | -                                                                       |                                                                         |
| 11-10-2016                                                              | Barranquilla                                                            | Colombia                                                                | 2 – 2                                                                   | Uruguay                                                                 | Qual. Mondiali 2018                                                     | -                                                                       | 75’                                                                     |
| 10-11-2016                                                              | Barranquilla                                                            | Colombia                                                                | 0 – 0                                                                   | Cile                                                                    | Qual. Mondiali 2018                                                     | -                                                                       |                                                                         |
| 16-11-2016                                                              | San Juan                                                                | Argentina                                                               | 3 – 0                                                                   | Colombia                                                                | Qual. Mondiali 2018                                                     | -                                                                       | 31’                                                                     |
| 28-3-2017                                                               | Quito                                                                   | Ecuador                                                                 | 0 – 2                                                                   | Colombia                                                                | Qual. Mondiali 2018                                                     | -                                                                       | 84’                                                                     |
| 7-6-2017                                                                | Murcia                                                                  | Spagna                                                                  | 2 – 2                                                                   | Colombia                                                                | Amichevole                                                              | -                                                                       |                                                                         |
| 13-6-2017                                                               | Getafe                                                                  | Camerun                                                                 | 0 – 4                                                                   | Colombia                                                                | Amichevole                                                              | -                                                                       | 77’                                                                     |
| 31-8-2017                                                               | San Cristóbal                                                           | Venezuela                                                               | 0 – 0                                                                   | Colombia                                                                | Qual. Mondiali 2018                                                     | -                                                                       |                                                                         |
| 5-9-2017                                                                | Barranquilla                                                            | Colombia                                                                | 1 – 1                                                                   | Brasile                                                                 | Qual. Mondiali 2018                                                     | -                                                                       |                                                                         |
| 5-10-2017                                                               | Barranquilla                                                            | Colombia                                                                | 1 – 2                                                                   | Paraguay                                                                | Qual. Mondiali 2018                                                     | -                                                                       |                                                                         |
| 10-10-2017                                                              | Lima                                                                    | Perù                                                                    | 1 – 1                                                                   | Colombia                                                                | Qual. Mondiali 2018                                                     | -                                                                       |                                                                         |
| 23-3-2018                                                               | Saint-Denis                                                             | Francia                                                                 | 2 – 3                                                                   | Colombia                                                                | Amichevole                                                              | -                                                                       |                                                                         |
| 27-3-2018                                                               | Londra                                                                  | Colombia                                                                | 0 – 0                                                                   | Australia                                                               | Amichevole                                                              | -                                                                       |                                                                         |
| 1-6-2018                                                                | Bergamo                                                                 | Egitto                                                                  | 0 – 0                                                                   | Colombia                                                                | Amichevole                                                              | -                                                                       |                                                                         |
| 19-6-2018                                                               | Saransk                                                                 | Colombia                                                                | 1 – 2                                                                   | Giappone                                                                | Mondiali 2018 - 1º turno                                                | -                                                                       |                                                                         |
| 24-6-2018                                                               | Kazan'                                                                  | Polonia                                                                 | 0 – 3                                                                   | Colombia                                                                | Mondiali 2018 - 1º turno                                                | -                                                                       |                                                                         |
| 28-6-2018                                                               | Samara                                                                  | Senegal                                                                 | 0 – 1                                                                   | Colombia                                                                | Mondiali 2018 - 1º turno                                                | -                                                                       |                                                                         |
| 3-7-2018                                                                | Tušino                                                                  | Colombia                                                                | 1 – 1 dts (3 – 4 dtr)                                                   | Inghilterra                                                             | Mondiali 2018 - Ottavi di finale                                        | -                                                                       | 52’ 116’                                                                |
| 7-9-2018                                                                | Miami                                                                   | Venezuela                                                               | 1 – 2                                                                   | Colombia                                                                | Amichevole                                                              | -                                                                       | 90+2’                                                                   |
| 12-10-2018                                                              | Tampa                                                                   | Stati Uniti                                                             | 2 – 4                                                                   | Colombia                                                                | Amichevole                                                              | -                                                                       |                                                                         |
| 17-10-2018                                                              | Harrison                                                                | Colombia                                                                | 3 – 1                                                                   | Costa Rica                                                              | Amichevole                                                              | -                                                                       | 45+2’                                                                   |
| 4-6-2019                                                                | Bogotà                                                                  | Colombia                                                                | 3 – 0                                                                   | Panama                                                                  | Amichevole                                                              | -                                                                       | 60’                                                                     |
| 9-6-2019                                                                | Lima                                                                    | Perù                                                                    | 0 – 3                                                                   | Colombia                                                                | Amichevole                                                              | -                                                                       | 66’                                                                     |
| 19-6-2019                                                               | San Paolo                                                               | Colombia                                                                | 1 – 0                                                                   | Qatar                                                                   | Coppa America 2019 - 1º turno                                           | -                                                                       | 65’                                                                     |
| 23-6-2019                                                               | Salvador de Bahia                                                       | Colombia                                                                | 1 – 0                                                                   | Paraguay                                                                | Coppa America 2019 - 1º turno                                           | -                                                                       |                                                                         |
| 16-11-2019                                                              | Miami Gardens                                                           | Colombia                                                                | 1 – 0                                                                   | Perù                                                                    | Amichevole                                                              | -                                                                       |                                                                         |
| 9-10-2020                                                               | Barranquilla                                                            | Colombia                                                                | 3 – 0                                                                   | Venezuela                                                               | Qual. Mondiali 2022                                                     | -                                                                       | 13’                                                                     |
| 12-10-2023                                                              | Barranquilla                                                            | Colombia                                                                | 2 – 2                                                                   | Uruguay                                                                 | Qual. Mondiali 2026                                                     | -                                                                       | 90’                                                                     |
| 26-3-2024                                                               | Madrid                                                                  | Colombia                                                                | 3 – 2                                                                   | Romania                                                                 | Amichevole                                                              | -                                                                       | 45’                                                                     |
| 15-6-2024                                                               | East Hartford                                                           | Colombia                                                                | 3 – 0                                                                   | Bolivia                                                                 | Amichevole                                                              | -                                                                       | 77’                                                                     |
| 6-7-2024                                                                | Glendale                                                                | Colombia                                                                | 5 – 0                                                                   | Panama                                                                  | Coppa America 2024 - Quarti di finale                                   | -                                                                       | 73’                                                                     |
| 10-7-2024                                                               | Charlotte                                                               | Uruguay                                                                 | 0 – 1                                                                   | Colombia                                                                | Coppa America 2024 - Semifinale                                         | -                                                                       | 46’                                                                     |
| 14-7-2024                                                               | Miami Gardens                                                           | Argentina                                                               | 1 – 0 dts                                                               | Colombia                                                                | Coppa America 2024 - Finale                                             | -                                                                       |                                                                         |
| 10-10-2024                                                              | El Alto                                                                 | Bolivia                                                                 | 1 – 0                                                                   | Colombia                                                                | Qual. Mondiali 2026                                                     | -                                                                       |                                                                         |
| 15-10-2024                                                              | Barranquilla                                                            | Colombia                                                                | 4 – 0                                                                   | Cile                                                                    | Qual. Mondiali 2026                                                     | -                                                                       |                                                                         |
| Totale                                                                  |                                                                         | Presenze                                                                | 62                                                                      |                                                                         | Reti                                                                    | 0                                                                       |                                                                         |

## Palmarès

### Club

#### Competizioni nazionali
- Campionato olandese: 3

PSV Eindhoven: 2014-2015, 2015-2016, 2017-2018
- Supercoppa dei Paesi Bassi: 2

PSV Eindhoven: 2015, 2016
- MLS Supporters' Shield: 1

FC Cincinnati: 2023

#### Competizioni internazionali
- Supercoppa UEFA: 1

Atlético Madrid: 2018